# Roll with It
Roll with It är en låt av det engelska rockbandet Oasis, skriven av gitarristen Noel Gallagher. Den släpptes den 14 augusti 1995 som den andra singeln från deras andra album (What’s the Story) Morning Glory?. Den nådde plats nummer 2 på UK Singles Chart.

## "Strid" med Blur
"Roll with It" fick stor uppmärksamhet när skivbolaget Food Records, som signat britpoprivalerna Blur, flyttade det ursprungliga releasedatumet för singeln Country House för att kollidera med Oasis singelsläpp, vilket ledde till vad som blev känt som The Battle of Britpop. De brittiska medierna hade redan rapporterat om en intensiv rivalitet mellan de två banden och denna krock av singelsläpp sågs som en strid om förstaplatsen.
Media rapporterade om verbala attacker från respektive läger (särskilt Noel och Liam Gallagher, Damon Albarn och Alex James), som sträckte sig utöver musikbranschen till den punkt där de båda banden regelbundet nämndes på kvällens nyheter. I slutändan sålde Blurs singel Country House 274 000 exemplar och Oasis sålde 216 000 exemplar av Roll with It. Singlarna hamnade på nummer 1 respektive nummer 2.

## Framträdande påTop of the Pops
När Oasis spelade "Roll with It" på brittiska tv-programmet Top of the Pops tvingades de att mima låten, och bröderna Gallagher bytte därför plats, Liam låtsades spela gitarr och Noel låtsades sjunga (och spela tamburin).

## Tema
Låten, som flera andra Oasis-låtar, exempelvis Supersonic, handlar till stor del om vikten av att vara dig själv.

## Användning
Låten spelades under Oasis sista stadionturné 2009. 
När Manchester City vann FA-cupfinalen 2011 spelades låten i högtalarna på Wembley Stadium. Den har sedan dess spelats i slutet av de flesta hemmamatcher på Etihad Stadium. 

## Låtlista
Alla låtar är skrivna och komponerade av Noel Gallagher. 
| 1. | Roll with It                           | 4:00 |
| 2. | It's Better People                     | 3:59 |
| 3. | Rockin' Chair                          | 4:36 |
| 4. | Live Forever (Live at Glastonbury '95) | 4:40 |

| 1. | Roll with It       | 4:00 |
| 2. | It's Better People | 3:59 |

| 1. | Roll with It       | 4:00 |
| 2. | It's Better People | 3:59 |
| 3. | Rockin' Chair      | 4:36 |

| 1. | Roll with It       | 4:00 |
| 2. | It's Better People | 3:59 |

| 1. | Roll with It | 4:00 |
| 2. | Talk Tonight | 4:23 |
| 3. | Acquiesce    | 4:28 |
| 4. | Headshrinker | 4:42 |

## Medverkande
- Liam Gallagher - sång, tamburin
- Noel Gallagher - sologitarr och akustisk gitarr, bakgrundssång
- Paul McGuigan - bas
- Paul Arthurs - rytmgitarr
- Alan White - trummor, slagverk